# Religioni in Guinea Equatoriale
La religione più diffusa in Guinea Equatoriale è il cristianesimo. Secondo una statistica del 2010 i cristiani sono l’89,2% della popolazione e sono in maggioranza cattolici; la seconda religione è l’islam, seguito dal 4% circa della popolazione; l’1,7% della popolazione segue le religioni africane tradizionali; l’1,6% circa della popolazione segue altre religioni e il 3,5% circa della popolazione non segue alcuna religione. Una stima del 2015 dell'Association of Religion Data Archives (ARDA) ha dato i cristiani all’88% della popolazione, i musulmani al 4% della popolazione, le religioni africane tradizionali all’1,5% della popolazione, coloro che non seguono alcuna religione al 5,1% circa della popolazione e coloro che seguono altre religioni allo 0,7% della popolazione, mentre il restante 0,7% della popolazione non specifica la propria affiliazione religiosa. Altre stime danno i cristiani al 93% della popolazione e i musulmani al 2% della popolazione, mentre il restante 5% comprende coloro che seguono altre religioni (comprese le religioni africane tradizionali) e che non seguono alcuna religione.

## Religioni presenti

### Islam
I musulmani della Guinea Equatoriale sono in maggioranza sunniti, con una piccolissima minoranza di sciiti.

### Religioni africane
Le religioni africane tradizionali praticate in Guinea Equatoriale sono basate sull’animismo e credono in un essere supremo e negli spiriti; si attribuisce un'energia spirituale anche a elementi della natura come fiumi, montagne e alberi.  È molto importante la venerazione degli spiriti degli antenati.

### Altre religioni
In Guinea Equatoriale sono presenti gruppi di seguaci del bahaismo e dell'induismo; a Malabo è presente un piccolo gruppo di ebrei.